# Van Vogelpoel
Van Vogelpoel is de naam van een Nederlandse familie die afkomstig is uit de stad Wijk bij Duurstede. De veldnaam Vogelpoel is voor het eerst vermeld is in de veertiende eeuw, te weten 1304, en had betrekking op de hofstede Vogelpoel te Wijk bij Duurstede. De directe afstamming van de betreffende familie is terug te traceren tot 1580. De familie bestond uit pachters van de hofstede Vogelpoel. In 1616 ging deze familie zich Van Vogelpoel noemen.
Tot het geslacht Van Vogelpoel behoorden onder meer:
- Gerardus van Vogelpoel (1809-1884), architect;
- Wilhelmus Jacobus van Vogelpoel (1837-1903), zoon van Gerardus, architect.

Beiden ontwierpen kerken in vroeg-neogotische respectievelijk neogotische stijl.